# عقوبة الإعدام في اليهودية

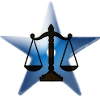
ترمز الى العدالة والقانون

عُرفت عقوبة الإعدام في القانون اليهودي التقليدي ضمن مدونات القوانين اليهودية التي تعود إلى العصور الوسطى، وذلك بناءً على قوانين التوراة الشفهية الموجودة في التلمود البابلي والتلمود اليروشلمي، والمصدر الأساسي هو الكتاب المقدس اليهودي. يوجد في القانون اليهودي التقليدي أربعة أنواع لعقوبة الإعدام هي: أ) الرجم بالحجارة، ب) الحرق، ج) الخنق، د) قطع الرأس، وكل واحدة منها مخصصة لجرائم معينة. لا يمكن فرض عقوبة الإعدام في القانون اليهودي على شخص ما إلا إذا كان هناك ما لا يقل عن ثلاثة وعشرين يبتون في محاكمة ذلك الشخص الذي حكم عليه بالإعدام بأغلبية الأصوات، ويجب أن يكون هناك على الأقل شاهدين أكفاء أدليا بشهادتهما أمام المحكمة بأنهما قد شاهدا المتقاضي يرتكب الجريمة التي تستحق عقوبة الإعدام، يستثنى من ذلك بعض الحالات التي يستطيع فيها الملك إصدار عقوبة الإعدام. مع ذلك، لا تبدأ حكومة الإعدام في القانون اليهودي حتى تصدر المحكمة التي تنظر في هذه القضية حكم الإعدام من مكان معين (سابقًا، قاعة أحجار الهون) على جبل الهيكل (المسجد الأقصى) في مدينة القدس.

## تاريخها
للعقوبة البدنية وعقوبة الإعدام تاريخ معقد لطالما كان موضوع نقاش واسع النطاق. يحدد الكتاب المقدس والتلمود عقوبة الإعدام من خلال عمليات الإعدام الأربعة للمحكمة- الرجم والحرق وقطع الرأس والخنق- لأكثر الانتهاكات خطورة، ويحدد العقوبة الجسدية بالجلد بالسوط على التجاوزات المتعمدة للوصايا السلبية التي لا تفرض أحد أحكام الإعدام الأربعة. وفقًا للقانون التلمودي، توقف حكم تطبيق حكومة الإعدام مع تدمير الهيكل الثاني. توضح المشناه أن السنهدرين الذي يعدم شخصًا خلال سبع سنوات- أو سبعين عامًا، وفقًا للعازار بن عزريا- يعتبر دمويًا. أصبح الميل لعدم تطبيق حكومة الإعدام خلال أواخر العصور القديمة هو السائد في المحاكم اليهودية. واصلوا من الناحية العملية، حيث تتمتع المحاكم اليهودية في القرون الوسطى بسلطة تنفيذ أحكام الإعدام، فرض هذا الحكم في حالات الجرائم الخطيرة والتي ليس بالضرورة أن تكون محددة بالقانون. في الحين الذي تم الإقرار فيه بأن استخدام عقوبة الإعدام في حقبة ما بعد الهيكل الثاني تجاوز النظام التوراتي، فإن الحاخامات الذين كانوا يدعمونه كانوا يؤمنون بأنه يمكن تبريره باعتبارات أخرى من القانون اليهودي. كان موضوع عقوبة الإعدام موضع نقاش تاريخيًا وأيديولوجيًا سواء مارسته المجتمعات اليهودية وفقًا لقانون الحاخامية، أو سواء كان حاخامات العصر التلمودي قد دعموا استخدامه أبدًا في التاريخ.
صرح الباحث القانوني اليهودي موسى بن ميمون في القرن الثاني عشر أنه «من الأفضل والأكثر إرضاءً تبرئة ألف مذنب من إعدام شخص واحد بريء». ناقش موسى بن ميمون أن إعدام أي مدعى عليه بدون يقين مطلق بصحة ذلك من شأنه أن يؤدي إلى انحدار خطير في التخفيف من أعباء إثبات الإدانة، لتصبح الإدانات بذلك «وفقًا لأهواء القاضي» فقط. اهتم موسى بن ميمون بضرورة حماية القانون لصورته أمام العامة كي يحافظ على قيمته واحترام الناس له.
شكل موقف القانون اليهودي من عقوبة الإعدام غالبًا أساس مداولات المحكمة العليا في إسرائيل. نفذه النظام الإسرائيلي مرتين فقط في حالتي أدولف إيخمان ومئير توبيانسكي.

## عقوبة الإعدام في المصادر التقليدية

### في أسفار موسى الخمسة
تعرف عقوبة الإعدام في القانون اليهودي في أسفار موسى (التوراة) في مواضع متعددة. ينص القانون الموسوي على فرض عقوب الإعدام على الأشخاص الذين يرتكبون الجرائم التالية:
- الزنا (للمرأة المتزوجة وحبيبها)
- البهيمية (جماع الحيوانات)
- ازدراء الأديان
- التضحية بالأطفال
- الشهادة الكاذبة في قضايا الإعدام
- النبوءة الزائفة
- النشاط التبشيري ودعم الديانات الأخرى
- علاقات المثلية الجنسية بين الذكور
- الوثنية الواقعية أو الافتراضية
- علاقات المحارم
- التمرد على السلطة العليا
- الكذب على الزوج فيما بتعليق بالعذرية عند الزواج
- الاختطاف
- دعارة ابنة القسيس
- القتل
- اغتصاب امرأة مخطوبة
- الضرب والشتم أو أي شكل من أشكال التمرد على السلطة الأبوية
- خرق قانون السبت اليهودي
- ملامسة جبل موسى في الفترة التي كان الله يعطي فيها الوصايا العشر
- الشعوذة والتنجيم واستحضار الأرواح.. إلخ.

### أشكال العقاب
كان لدى المحكمة السلطة لفرض أربع أشكال لعقوبة الإعدام: الرجم، والحرق، وقطع الرأس والخنق.
صدرت عقوبة الموت حرقًا على عشر جرائم من ضمنها علاقات البغاء والتعدد مع الزوجة والأم. لم يُحرق المذنبون على الخشبة لكن تم صب الرصاص المصهور داخل مريء المذنب بدلًا من ذلك. كان البديل لذلك حرق المذنب بعد الرجم، وهي سابقة حدثت في رجم آخان. أُصدرت عقوبة الموت بالسيف في حالتين هما: القتل عن طريق الخطأ والردة الجماعية(الوثنية). قُطعت رؤوس مرتكبي هذه الجرائم. أُصدرت عقوبة الإعدام بالرجم بسبب انتهاك واحدة من ثمانية عشر جريمة، كان من ضمنها أولئك الذين خرقوا بشكل طائش يوم السبت اليهودي من خلال انتهاك قوانينه (باستثناء أولئك الذين اخترقوه من دون قصد)، وأيضًا عن جريمة علاقة إباحية جمعت بين ذكر وآخر. كانت تُنفذ عملية الرجم من خلال دفع الشخص المقيد المدان بالجرم عن حافة مبنى، بحيث يسقط ويموت نتيجة صدمته بالأرض. كانت عقوبة الإعدام خنقًا تُفرض على ست جرائم، من ضمنها رجل تجمعه علاقة محرمة مع زوجة رجل آخر (الزنا) وشخص تسبب عمدًا بإصابة أحد والديه (رضوض).
بالنسبة لبعض الجرائم، يحدد الكتاب المقدس أي شكل من أشكال الإعدام يجب استخدامه. يعاقب على ازدراء الأديان والوثنية وخرق قوانين يوم السبت اليهودي والشعوذة والدعارة التي تمارسها عذراء مخطوبة أو خداع زوجها في الزواج فيما يتعلق بعفتها والأبناء المتمردون بالإعدام رجمًا بالحجارة؛ ويعاقب على الزواج المتعدد بأم الزوجة ودعارة ابنة القسيس بالحرق؛ وعلى الردة الجماعية بالإعدام بالسيف. وفيما يتعلق بجميع الجرائم الأخرى ينص القانون على أن مرتكب الجريمة يجب أن يموت موتًا عنيفًا، ويضاف إليه في بعض الأحيان عبارة «يجب أن يكون دمه (دماؤهم) عليه». ينطبق هذا التعبير على الموت بالرجم. يتحدث الكتاب المقدس أيضًا عن الشنق، لكن (وفقًا للتفسير الحاخامي) ليس بطريقة التنفيذ إنما بالأحرى طريقة الكشف بعد الموت.